# Schwedeneisbecher

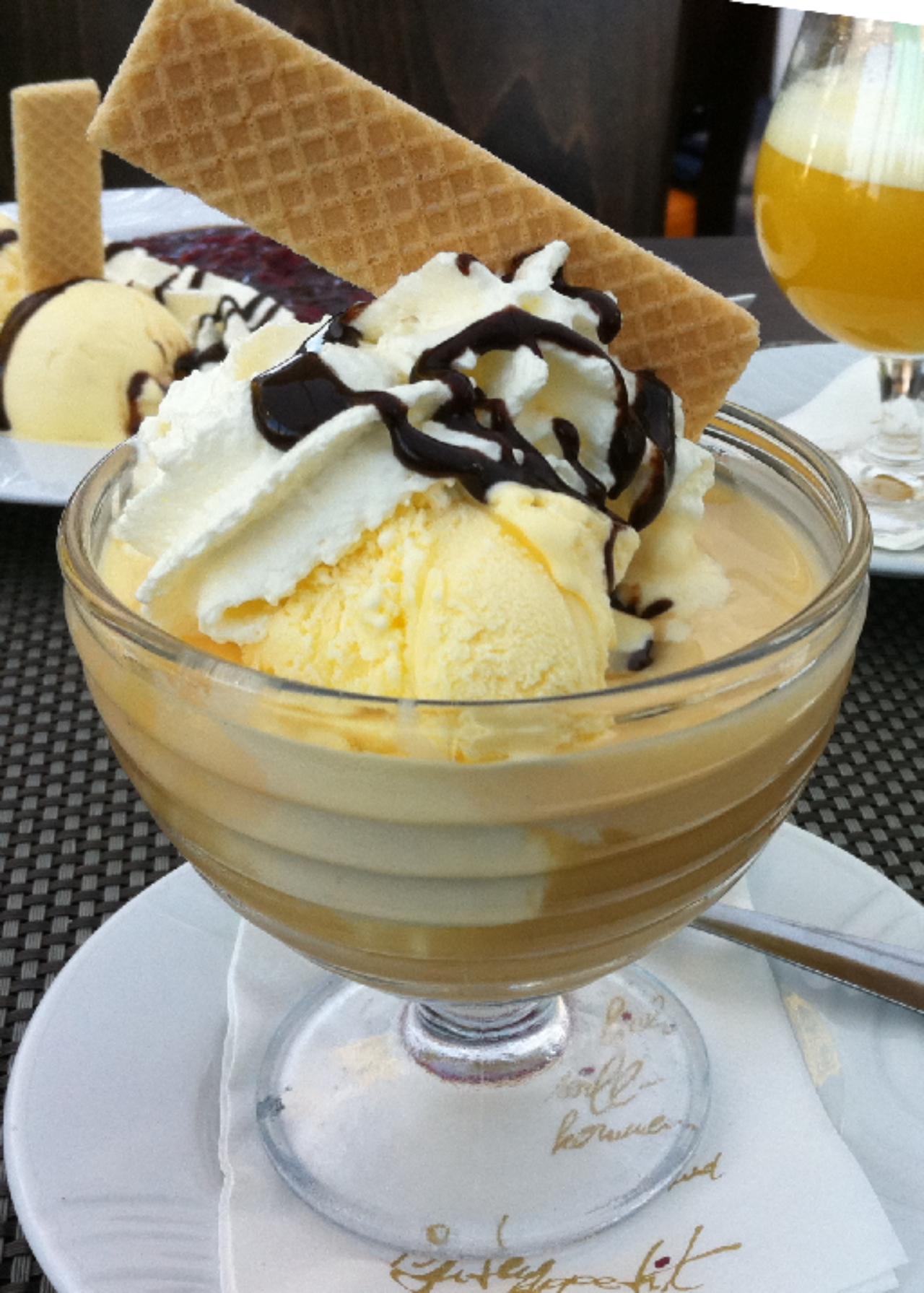
Schwedeneisbecher 2011

Schwedeneisbecher (Sverige-glass) är en efterrätt som fanns i flera östtyska restaurangers utbud. Än idag serveras den på flera ställen i östra Tyskland.
Glassdesserten består av vaniljglass, äppelmos, advocaat och grädde.
Denna glass finns i sin nuvarande form sedan 1952 då den salufördes i ett café i Berlinstadsdelen Pankow. Namnet ska ha uppkommit enligt följande:
Vid de olympiska vinterspelen 1952 i Oslo spelade det västtyska ishockeylaget mot Sverige, som vann med 7–3. Walter Ulbricht, ordförande i det östtyska statsrådet, blev så förtjust att han rekommenderade namnet Schwedeneisbecher för sin favoritefterrätt.